# Arthur Croquison
Arthur Pierre François Croquison (Kortrijk, 27 augustus 1845 – aldaar, 16 april 1877) was een Belgisch architect.
Arthur Croquison werd geboren als zoon van Pierre Nicolas Croquison, eveneens architect, en Pauline Thérèse Vanderplancke. Hij werkte in het architectenbureau van zijn vader en kopieerde daar onder andere plannen.

## Bouwwerken
Tot zijn voornaamste realisaties behoren het ontwerp van de nieuwe Sint-Michielskerk in Kuurne (1876-1878) en de uitbreiding van het schip van de romaanse Onze-Lieve-Vrouw-Geboortekerk in Hollebeke (1877). Deze laatste kerk werd in de Eerste Wereldoorlog volledig vernield en in 1922 heropgebouwd.